# Ledinec Gornji
Ledinec Gornji – wieś w Chorwacji, w żupanii varażdińskiej, w gminie Beretinec. W 2011 roku liczyła 196 mieszkańców.